# Istán (kommunhuvudort)
Istán är en kommunhuvudort i Spanien.   Den ligger i provinsen Provincia de Málaga och regionen Andalusien, i den södra delen av landet, 400 km söder om huvudstaden Madrid. Istán ligger 295 meter över havet och antalet invånare är 1 461.
Terrängen runt Istán är kuperad norrut, men söderut är den bergig. Runt Istán är det ganska glesbefolkat, med 23 invånare per kvadratkilometer. Närmaste större samhälle är Marbella, 9,4 km sydost om Istán. 